# ده بالا (رفسنجان)
ده بالا، روستایی از توابع بخش مرکزی شهرستان رفسنجان در استان کرمان کشور ایران است.

## جمعیت
این روستا در دهستان خنامان قرار دارد و براساس سرشماری مرکز آمار ایران در سال ۱۳۸۵، جمعیت آن ۴۵ نفر (۱۲خانوار) بوده‌است.